# Pere II de Portugal
Pere II de Portugal dit „el Pacífic“ (Lisboa, 26 d'abril de 1648 - Alcântara, 9 de desembre de 1706) fou regent de Portugal (1667-1683) i rei de Portugal (1683 -1706).

## Primers anys
Va néixer el 26 d'abril de 1648 a Lisboa, el setè fill del rei Joan IV de Portugal i de la seva muller, Lluïsa de Guzmán. Com a segon fill mascle de la família reial, li va correspondre el títol de duc de Beja, i des de 1653 va ostentar el de conestable de Portugal.

## Regència
El 1667 va prendre el poder al seu germà Alfons VI, que havia governat amb el suport del partit francès i del comte de Castelo Melhor, que hom ha definit com a dictador, en un cop d'estat orquestrat des de la mateixa cort i amb el suport del partit anglès. El rei va ser enviat a l'exili a les illes Açores.
Durant la meitat del seu govern, Pere va ostentar només el títol de regent i no accediria a la corona fins a la mort del seu germà, però va establir un llarg període de continuïtat política a la cort. Poc després de ser nomenat regent, el 1668, Espanya va reconèixer la independència de Portugal, cosa que va alliberar el país de les despeses de defensa. Pere va intentar redreçar la pobra economia portuguesa, que havia depès durant molt de temps del comerç de la sal, la pesca i altres activitats de poc valor, i va crear factories tèxtils per aprofitar la producció nacional de llana.

## Regnat
El descobriment de mines de plata al Brasil va permetre augemtar el tresor del Regne i que el va capacitar per dissoldre les Corts Portugueses el 1697 i poder governar sense els ingressos que aquestes proporcionaven.
Durant la Guerra de Successió, Pere II va ajudar al Regne de França durant la Guerra de Successió espanyola (1702-1715), però el 16 de maig de 1703, Portugal va signar un tracte amb el Regne Unit capgirant el seu suport vers l'Arxiduc Carles d'Àustria. El tractat entre anglesos i portuguesos garantia els privilegis comercials portuguesos sobre el vi i els interessos britànics sobre el comerç tèxtil. El desembre de 1703 una aliança entre Portugal, Regne Unit i Àustria va invadir les Corones de Castella i Aragó, ocupant Madrid durant un cert temps.
Pere II no només es va quedar amb el tron del seu germà sinó que va acabar casant-se amb la seva esposa, la reina Maria Francesca de Savoia-Nemours. Van tenir una filla, la infanta Isabel Lluïsa de Bragança, coneguda com l'eterna núvia, ja que els seus projectes de matrimoni mai arribaven a bon port. La reina va morir poc després de néixer Isabel i, en ser la seva filla una nena malaltissa, el rei va decidir casar-se de nou. L'escollida fou Maria Sofia de Neuburg, convertint-se en cunyat de Leopold I d'Àustria i Carles II de Castella. El matrimoni va tenir sis fills, entre ells l'hereu al tron, Joan de Portugal que va succeir al seu pare al tron el 1706.
Pere II morí el 1706 a Alcântara, prop de Lisboa.

## Matrimonis i descendència
Després de l'exili del seu germà, es va casar amb la seva cunyada, separada del rei, Maria Francesca de Savoia-Nemours, i en segones núpcies amb Maria Sofia del Palatinat-Neuburg.
Del primer matrimoni va tenir una filla:
- Isabel (1669-1690)

Del segon va tenir els següents fills:
- Joan (1688)
- Joan V (1691-1742)
- Francesc (1691-1742)
- Maria Francesca Xaviera (1694)
- Antoni (1695-1757)
- Teresa (1696-1704)
- Manuel (1697-1766)
- Francesca Josepa (1699-1736)

El rei també va tenir diversos fills fora del matrimoni.
Amb Mariana de Sousa:
- Pedro (m. 1741)
- Joan (m. 17..). Legitimat.

Amb María de la Cruz Mascarenhas:
- Luïsa (1679-1732). Legitimada.
- Miquel (1699-1724). Legitimat.